# Aetomylaeus milvus
Aetomylaeus milvus is een vissensoort uit de familie van de adelaarsroggen (Myliobatidae). De wetenschappelijke naam van de soort werd voor het eerst geldig gepubliceerd in 1841 door Johannes Peter Müller en Friedrich Gustav Jakob Henle.